# Nicholas Hagen
Nicholas George Hagen Godoy (Cidade da Guatemala, 2 de agosto de 1996) é um futebolista guatemalteco que atua como goleiro. Atualmente joga pelo Columbus Crew e pela Seleção Guatemalteca.

## Carreira em clubes
Depois de jogar por Futeca Camp Elite, Antigua Guatemala e FC Dallas ainda na base, Hagen iniciou a carreira profissional em 2014, no Municipal, vencendo o torneio Clausura em 2017 e o Apertura em 2019. Ainda em 2017, recebeu o Troféu Josue Danny Ortiz, sendo o goleiro mais jovem a conquistar o prêmio.
Em 2020, deixou o Municipal e assinou com o Sabail, equipe da primeira divisão do Campeonato Azeri, permanecendo até o final da temporada.
Defendeu ainda HamKam (Noruega) e Bnei Sakhnin (Israel), onde atuou em 4 partidas antes de ter o contrato rescindido antes da suspensão do Campeonato Israelense de Futebol devido ao conflito com a Palestina, e em dezembro de 2023, assinou com o Columbus Crew.

## Carreira internacional
Hagen fez sua estreia pela Seleção Guatemalteca em agosto de 2018, num amistoso contra Cuba. Representou os Chapines em 3 edições da Copa Ouro da CONCACAF, em 2021 (2 jogos), 2023 (4 partidas) e 2025.

## Títulos
Municipal
- Campeonato Guatemalteco: Apertura 2017, Clausura 2019

HamKam
- Segunda Divisão Norueguesa: 2021

Columbus Crew
- Leagues Cup: 2024[10]

### Individuais
- Troféu Josue Danny Ortiz: 2017